# Irma Sèthe
Irma Sèthe (Bruxelles, 27 aprile 1876 – New York, 12 maggio 1958) è stata una violinista e pedagoga belga.

## Biografia
Nata a Bruxelles nel 1876 da Gérard Sèthe (1827-1893) e Louise Frédérique Seyberth (1847-1923), aveva due sorelle maggiori e un fratello minore.
Sin da piccola fu introdotta nel mondo musicale dalla madre e all'età di cinque anni iniziò il suo apprendistato con Ottomar Jokisch (1841-1901). Durante l'estate del 1885 proseguì le lezioni di violino con il musicista tedesco August Wilhelmj.
Nel 1890 fu ammessa al Conservatorio Reale di Bruxelles. Tra i suoi amici dell'epoca c'erano Guillaume Lekeu e Mathieu Crickboom, con i quali si esibiva in concerto. Sebbene il registro degli studenti riporta che lasciò il Conservatorio nel settembre 1891, sembra che rimase più a lungo nello stesso istituto, aiutando alcuni studenti nel loro apprendimento fino al 1894. Questo stesso anno segna la partenza di Eugène Ysaÿe per il suo primo tour americano ma anche la fine della sua relazione sentimentale con Irma.
Dal 1898 si stabilì a Berlino con il marito, il filosofo Samuel Saenger (1864-1944), e suonò con l'Orchestra Filarmonica di Berlino. Lo stesso anno diede alla luce la sua prima figlia, Elisabeth; la seconda, Magdalene, nacque nell'agosto 1907.
Dal 1909 fu membro del Berliner Kammerspiel Trio con il pianista Walther Lampe e il violoncellista Otto Urack. Allo stesso tempo, diede lezioni private di violino. Dal 1894 al 1911 collaborò con molti artisti: Marguerite Swale, Gustav Schreck, Alfred Reisenauer, Paul Ludwig, George Henschel, Henry Bird, Eleanor King, Louis Hillier, Waldemar Lütschg ed Erna Klein.
Irma Sèthe smise di esibirsi in pubblico all'inizio della prima guerra mondiale, e dopo il conflitto si trasferì brevemente a Praga col marito. Nel 1922 tornarono a Berlino, ma nel 1939 lasciarono l'Europa, imbarcandosi a Lisbona per raggiungere New York il 26 marzo 1941, dove già viveva la loro figlia minore.

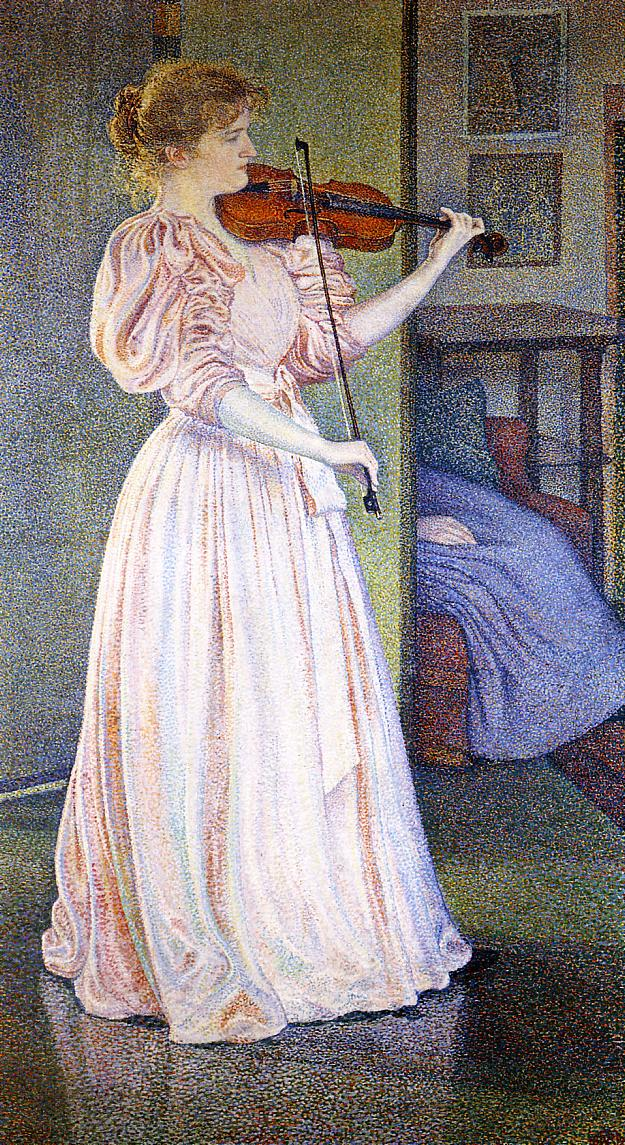
Ritratto di Irma Sèthe, di Théo van Rysselberghe, 1894.

Dopo la morte del marito nel 1944, Irma Sèthe visse una difficile depressione, sprofondando gradualmente nella follia. Ospitata dalla primogenita Elisabeth a New York, morì nel 1958 all'età di 82 anni, lasciando tra i suoi effetti personali il mezzo violino che usava da ragazza, che è entrato nella collezione della Biblioteca reale del Belgio nel giugno 2022.